# Campeonatos Nacionales Abiertos del Canadá
El Campeonato Nacional Abierto del Canadá en el bádminton es una competición internacional en la cual pueden participar tanto los jugadores nacionales canadienses, así como jugadores extranjeros. Este torneo se jugó por primera vez en 1957 y se realiza anualmente, tradicionalmente en el mes de septiembre.
En 1957 la Federación de Bádminton del Canadá decidió abrir los Campeonatos Nacionales del Canadá a jugadores extranjeros. A partir de 1962, dicha Federación decidió hacer dos torneos, uno para los jugadores nacionales canadienses y otro abierto a todos jugadores de bádminton sin restricción por su origen. 
En los años 2008 y 2009 los campeonatos fueron conocidos como Torneos Internacionales del Canadá.

## Campeones

### Campeonatos Nacionales del Canadá y Campeonatos Nacionales Abiertos del Canadá juntos
| Año  | Hombres singles    | Mujeres singles | Dobles masculinos                      | Dobles femeninos               | Dobles Mixtos                  |
| ---- | ------------------ | --------------- | -------------------------------------- | ------------------------------ | ------------------------------ |
| 1957 | David F. McTaggart | Judy Devlin     | Don K. Smythe H. Budd Porter           | Judy Devlin Sue Devlin         | Bobby Williams Ethel Marshall  |
| 1958 | David F. McTaggart | Jean Miller     | Don K. Smythe H. Budd Porter           | Marjorie Shedd Joan Hennessy   | William Purcell Marjorie Shedd |
| 1959 | Tan Joe Hok        | Judy Devlin     | Lim Say Hup Teh Kew San                | Judy Devlin Sue Devlin         | Don P. Davis Judy Devlin       |
| 1960 | Tan Joe Hok        | Marjorie Shedd  | Lim Say Hup Teh Kew San                | Lois Alston Beulah Armendariz  | Finn Kobberø Jean Miller       |
| 1961 | Erland Kops        | Marjorie Shedd  | Finn Kobberø Jorgen Hammergaard Hansen | Marjorie Shedd Dorothy Tinline | Finn Kobberø Jean Miller       |

### Campeonatos Nacionales Abiertos del Canadá
| Año       | Hombres singles             | Mujeres singles         | Dobles masculinos                               | Dobles femeninos                  | Dobles Mixtos                     |
| --------- | --------------------------- | ----------------------- | ----------------------------------------------- | --------------------------------- | --------------------------------- |
| 1962      | Ferry Sonneville            | Marjorie Shedd          | Jim Poole Bobby Williams                        | Marjorie Shedd Dorothy Tinline    | Berndt Dahlberg Dorothy Tinline   |
| 1963      | Erland Kops                 | Marjorie Shedd          | Erland Kops B. McGoig                           | Marjorie Shedd Dorothy Tinline    | Erland Kops Claire Lovett         |
| 1964      | Channarong Ratanaseangsuang | Jean Miller             | Eiichi Nagai Eiichi Sakai                       | Marjorie Shedd Dorothy Tinline    | James Carnwath Marjorie Shedd     |
| 1965      | Channarong Ratanaseangsuang | Jean Miller             | Jim Poole Channarong Ratanaseangsuang           | Tyna Barinaga Caroline Jensen     | B. McCoig Margaret Barand         |
| 1966      | Tan Aik Huang               | Judy Hashman            | Ng Boon Bee Tan Yee Khan                        | Judy Hashman Susan Peard          | Ng Boon Bee Ulla Strand           |
| 1967      | Erland Kops                 | Alison Daysmith         | Roger Mills Colin Beacom                        | Patricia Moody Jean Miller        | Roger Mills Sharon Whittaker      |
| 1968      | Bruce Rollick               | Sharon Whittaker        | Sangob Rattanusorn Chavalert Chumkum            | Sharon Whittaker Mimi Nilsson     | Sangob Rattanusorn Lois Alston    |
| 1969      | Rudy Hartono                | Eva Twedberg            | Tony Jordan B. McGoig                           | Retno Kustijah Minarni            | Darmadi Minarni                   |
| 1970      | Ippei Kojima                | Tyna Barinaga           | Raphi Kanchanaraphi Channarong Ratanaseangsuang | Susan Whetnall Margaret Boxall    | Ippei Kojima Susan Whetnall       |
| 1971      | Rudy Hartono                | Hiroe Yuki              | Ng Boon Bee Punch Gunalan                       | Noriko Takagi Hiroe Yuki          | Ng Boon Bee Sylvia Ng             |
| 1972      | Derek Talbot                | Eva Twedberg            | Mike Tredgett Ray Stevens                       | Anne Berglund Pernille Kaagard    | Flemming Delfs Pernille Kaagard   |
| 1973      | Jamie Paulson               | Nancy McKinley          | Jamie Paulson Yves Pare                         | Margaret Beck Joke van Beusekom   | No hubo competencia               |
| 1974      | Jamie Paulson               | Jane Youngberg          | Shoichi Toganoo Nobutaka Ikeda                  | Jane Youngberg Barbara Welch      | Raphi Kanchanaraphi Barbara Welch |
| 1975      | Ray Stevens                 | Margaret Beck           | Mike Tredgett Ray Stevens                       | Margaret Beck Joke van Beusekom   | No hubo competencia               |
| 1976      | Bandid Jaiyen               | Wendy Clarkson          | Mike Tredgett Ray Stevens                       | Margaret Lockwood Nora Gardner    | No hubo competencia               |
| 1977      | Flemming Delfs              | Wendy Clarkson          | Thomas Kihlström Bengt Fröman                   | Nora Perry Karen Puttick          | David Eddy Nora Perry             |
| 1978      | Flemming Delfs              | Wendy Clarkson          | Thomas Kihlström Bengt Fröman                   | Sonoe Ohtsuka Kazuk Sekine        | Steen Skovgaard Wendy Clarkson    |
| 1979      | Morten Frost                | Fumiko Tookairin        | Christian Hadinata Ade Chandra                  | Imelda Wiguno Verawaty Wiharjo    | Christian Hadinata Imelda Wiguno  |
| 1980      | Morten Frost                | Gillian Gilks           | Mike Tredgett Ray Stevens                       | Nora Perry Jane Webster           | Mike Tredgett Nora Perry          |
| 1981      | Nick Yates                  | Sam Yanquin             | Thomas Kihlström Ray Stevens                    | Nora Perry Jane Webster           | Thomas Kihlström Gillian Gilks    |
| 1982      | Torbjörn Peterson           | Sally Podger            | Torbjörn Peterson Lars Wengberg                 | Gillian Gilks Gillian Clark       | Billy Gilliland Karen Chapman     |
| 1983      | Misbun Sidek                | Kenneth Larsen          | Rashid Sidek Misbun Sidek                       | Sally Podger Karen Beckman        | Mike Butler Claire Backhouse      |
| 1984      | Michael Kjeldsen            | Hong Chen               | Razif Sidek Misbun Sidek                        | Gillian Gowers Karen Chapman      | Nigel Tier Gillian Gowers         |
| 1985      | Jens Peter Nierhoff         | Claire Backhouse-Sharpe | Jens Peter Nierhoff Henrik Svarrer              | Johanne Falardeau Denyse Julien   | Billy Gilliland Nora Perry        |
| 1986      | No hubo competencia         | No hubo competencia     | No hubo competencia                             | No hubo competencia               | No hubo competencia               |
| 1987      | Park Seeng-Bae              | Chun Sung-Suk           | Lee Deuk-Choon Lee Sam-Bok                      | Kim Jung-Ja Cho Young-Suk         | Andy Goode Gillian Gowers         |
| 1988      | Steve Butler                | Zheng Baojun            | Jens Peter Nierhoff Henrik Svarrer              | Erica van Dijck Eline Coene       | Henrik Svarrer Erica van Dijck    |
| 1989      | Anders Neilson              | Denyse Julien           | Bryan Blanshard Mike Bitten                     | Hwa Jung-Eun Joo Shon-hye         | Mike Bitten Doris Piché           |
| 1990      | Fung Permadi                | Vlada Chernyavskaya     | Ong Ewe Chye Razif Sidek                        | Denyse Julien Doris Piché         | Bryan Blanshard Denyse Julien     |
| 1991      | Steve Butler                | Elena Rybkina           | Jalani Sidek Razif Sidek                        | Gillian Gowers Sara Sankey        | Nick Ponting Gillian Gowers       |
| 1992      | Ahn Jae-chang               | Hisako Mizui            | Cheah Soon Kit Soo Beng Kiang                   | Pernille Dupont Lotte Olsen       | Thomas Lund Pernille Dupont       |
| 1993      | Thomas Stuer-Lauridsen      | Camilla Martin          | Thomas Lund Jon Holst-Christensen               | Pernille Dupont Lotte Olsen       | Thomas Lund Pernille Dupont       |
| 1994      | Lioe Tiong Ping             | Pernille Nedergaard     | Ade Sutrisna Candra Wijaya                      | Rikke Olsen Helene Kirkegaard     | Jürgen Koch Irina Servova         |
| 1995      | Lee Kwang-jin               | Bang Soo-hyun           | Ha Tae-kwon Kang Kyung-jin                      | Gil Young-ah Tang Yongshu         | Kim Dong-moon Gil Young-ah        |
| 1996 1998 | No hubo competencia         | No hubo competencia     | No hubo competencia                             | No hubo competencia               | No hubo competencia               |
| 1999      | Brian Abra                  | Charmaine Reid          | Wang Wen Darryl Yung                            | Robbyn Hermitage Milaine Cloutier | Iain Sydie Denyse Julien          |
| 2000 2001 | No hubo competencia         | No hubo competencia     | No hubo competencia                             | No hubo competencia               | No hubo competencia               |
| 2002      | Colin Haughton              | Petra Overzier          | Brian Prevoe Philippe Bourett                   | Lisa Parker Suzanne Rayappan      | Kristian Roebuck Natalie Munt     |
| 2003      | Hong Seung-ki               | Lee Eun-woo             | Hwang Ji-man Jung Hoong-min                     | Lee Eun-woo Ha Jung-eun           | Hwang Ji-man Lee Eun-woo          |
| 2004      | Aamir Ghaffar               | Julia Mann              | Paul Trueman Ian Palethorpe                     | Lisa Parker Suzanne Rayappan      | Kristian Roebuck Lisa Parker      |
| 2005      | Hariawan                    | Lee Yun-hwa             | Han Sung-wook Kang Kyung-jin                    | Jun Woul-sik Ra Kyung-min         | Han Sung-wook Hee Joo-hyun        |
| 2006      | Toby Honey                  | Eva Lee                 | William Milroy Mike Beres                       | Mesinee Mangkalakiri Eva Lee      | Howard Bach Eva Lee               |
| 2007      | Lee Tsuen Seng              | Lee Yun-hwa             | William Milroy Mike Beres                       | Hwang Yu-mi Ha Jung-eun           | William Milroy Tammy Sun          |
| 2008 2009 | No hubo competencia         | No hubo competencia     | No hubo competencia                             | No hubo competencia               | No hubo competencia               |
| 2010      | Taufik Hidayat              | Zhu Lin                 | Fang Chieh-Min Lee Sheng-Mu                     | Chien Yu-Chin Cheng Wen-Hsing     | Lee Sheng-Mu Cheng Wen-Hsing      |
| 2011      | Marc Zwiebler               | Cheng Shao-chieh        | Ko Sung-hyun Lee Yong-dae                       | Cheng Shu Bao Yixin               | Michael Fuchs Birgit Michels      |
| 2012      | Chou Tien-chen              | Nozomi Okuhara          | Takeshi Kamura Keigo Sonoda                     | Misaki Matsutomo Ayaka Takahashi  | Ryota Taohata Ayaka Takahashi     |
| 2013      | Tan Chun Seang              | Nichaon Jindapon        | Maneepong Jongjit Nipitphon Puangpuapech        | Huang Yaqiong Yu Xiaohan          | Lee Chun Hei Chau Hoi Wah         |
| 2014      | Lee Hyun-il                 | Michelle Li             | Liang Jui-wei Lu Chia-bin                       | Choi Hye-in Lee So-hee            | Max Schwenger Carla Nelte         |
| 2015      | Lee Chong Wei               | Michelle Li             | Li Junhui Liu Yuchen                            | Jwala Gutta Ashwini Ponnappa      | Lee Chun Hei Chau Hoi Wah         |
| 2016      | B. Sai Praneeth             | Michelle Li             | Manu Attri B. Sumeeth Reddy                     | Setyana Mapasa Gronya Somerville  | Do Tuan Duc Pham Nhu Thao         |

## Desempeño por nación
| Pos | Nación        | HS | MS | DM  | DF   | DX   | Total |
| --- | ------------- | -- | -- | --- | ---- | ---- | ----- |
| 1   | Canadá        | 7  | 20 | 8   | 9.5  | 14.5 | 59    |
| 2   | Inglaterra    | 5  | 2  | 6.5 | 13.5 | 12.5 | 39.5  |
| 3   | Dinamarca     | 10 | 3  | 5.5 | 4    | 10.5 | 33    |
| 4   | Corea del Sur | 5  | 5  | 5   | 6    | 3    | 24    |
| 5   | Malasia       | 4  | 0  | 9   | 0    | 2.5  | 15.5  |
| 6   | Japón         | 1  | 3  | 3   | 3    | 2.5  | 13.5  |
| 7   | Indonesia     | 7  | 1  | 2   | 1    | 1    | 12    |
| 8   | Tailandia     | 3  | 1  | 3.5 | 0    | 1.5  | 9     |
| 9   | Suecia        | 1  | 2  | 3   | 0    | 2.5  | 9.5   |
| 10  | Alemania      | 1  | 1  | 0   | 0    | 2    | 4     |
| 12  | India         | 1  | 0  | 1   | 1    | 0    | 3     |
| 11  | Escocia       | 0  | 0  | 0   | 0    | 1    | 1     |